# Lacandonen

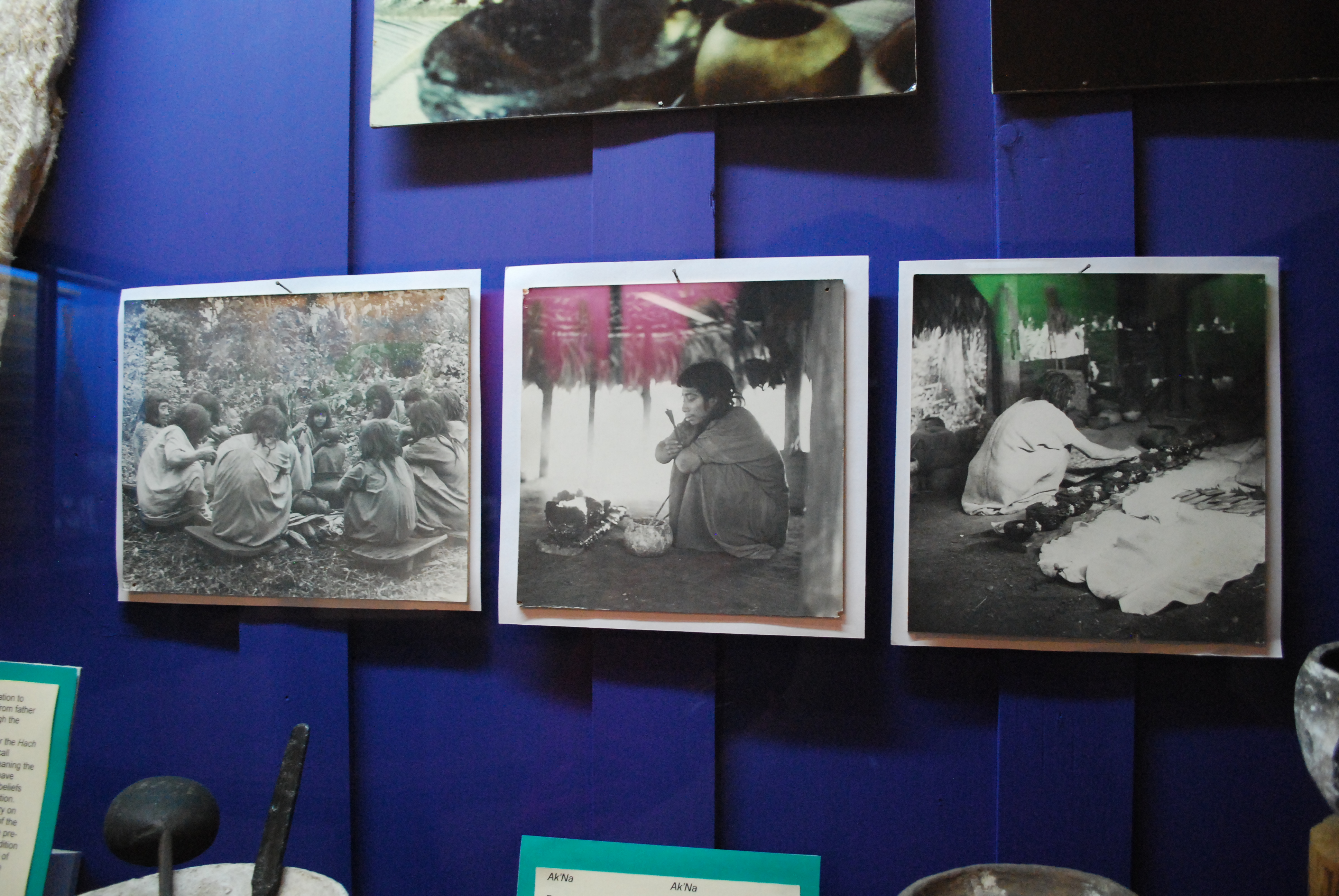
Einige Fotos von Trudy Blom, einer Fotografin, die bei den Lacandonen lebte

Die Lakandonen, auch Lacandonen (lakandonisch Hach Winik, „wahre oder echte Menschen“) sind ein indigenes Volk im östlichen Chiapas, Mexiko. Sie unterteilen sich in zwei Unterethnien, die Nördlichen und Südlichen Lacandonen.
Unter den Nachkommen der alten Maya sind sie die letzten, die noch ihre jahrhundertealte, traditionelle Lebensweise und Religion zum Teil pflegen. Seit dem 20. Jahrhundert sind sie zunehmend in Kontakt mit der Zivilisation gekommen. Die Kultur der heute etwa 700 Lacandonen ist infolge von Akkulturation vom Aussterben bedroht.

## Name
Die Lacandonen nennen sich selbst Hach Winik – „wahre oder echte Menschen“. Der Name „Lakandone“, spanisch Lacandón (Plural Lacandones), bezog sich ursprünglich auf eine Gruppe der Chortí-Mayas, die in der Zeit der Conquista auf einer Insel im Río Lacantún lebten. Der Name Lakantun bedeutet in der Chortí-Sprache „großer Felsen“.

## Geschichte

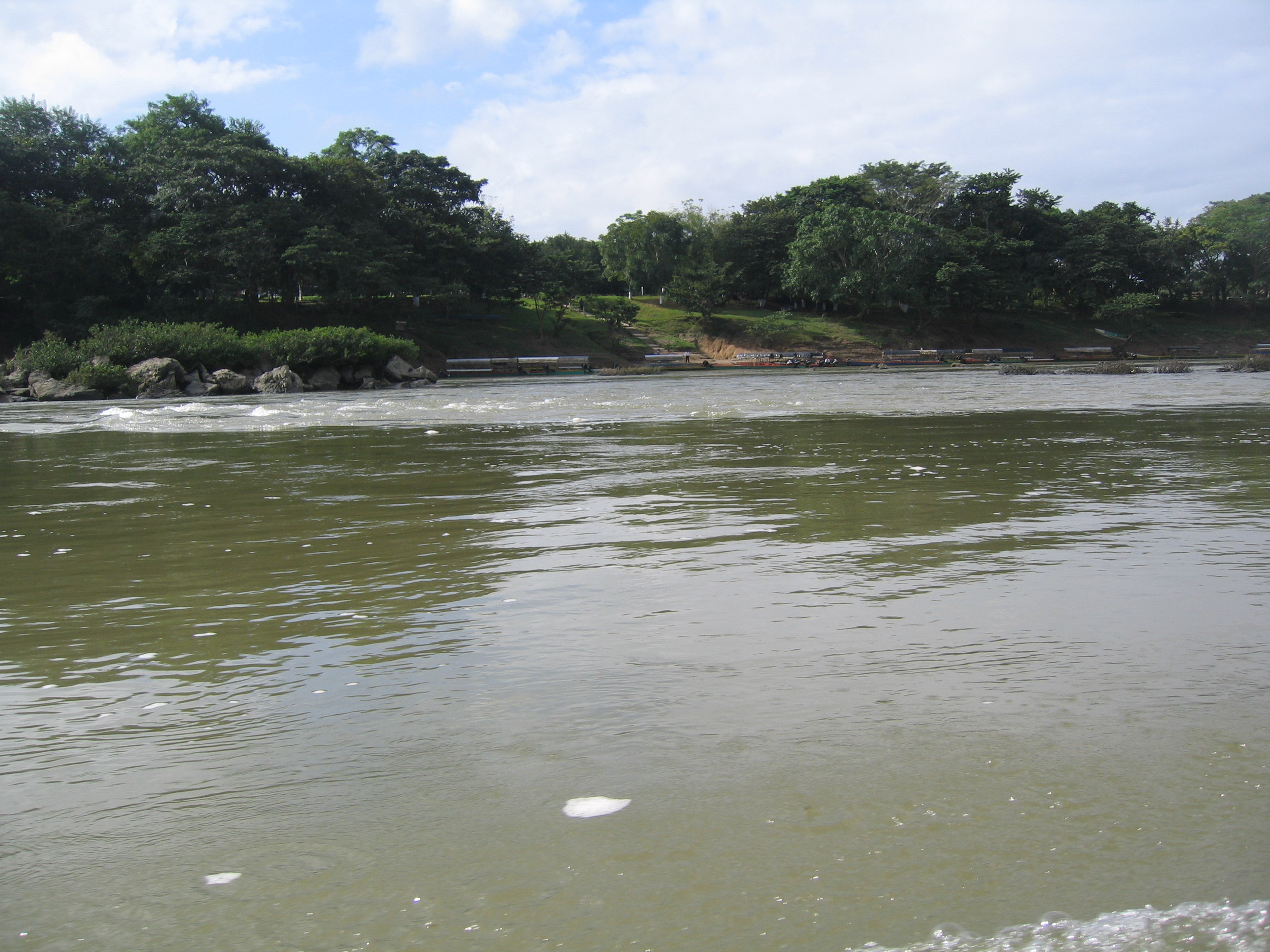
Río Usumacinta

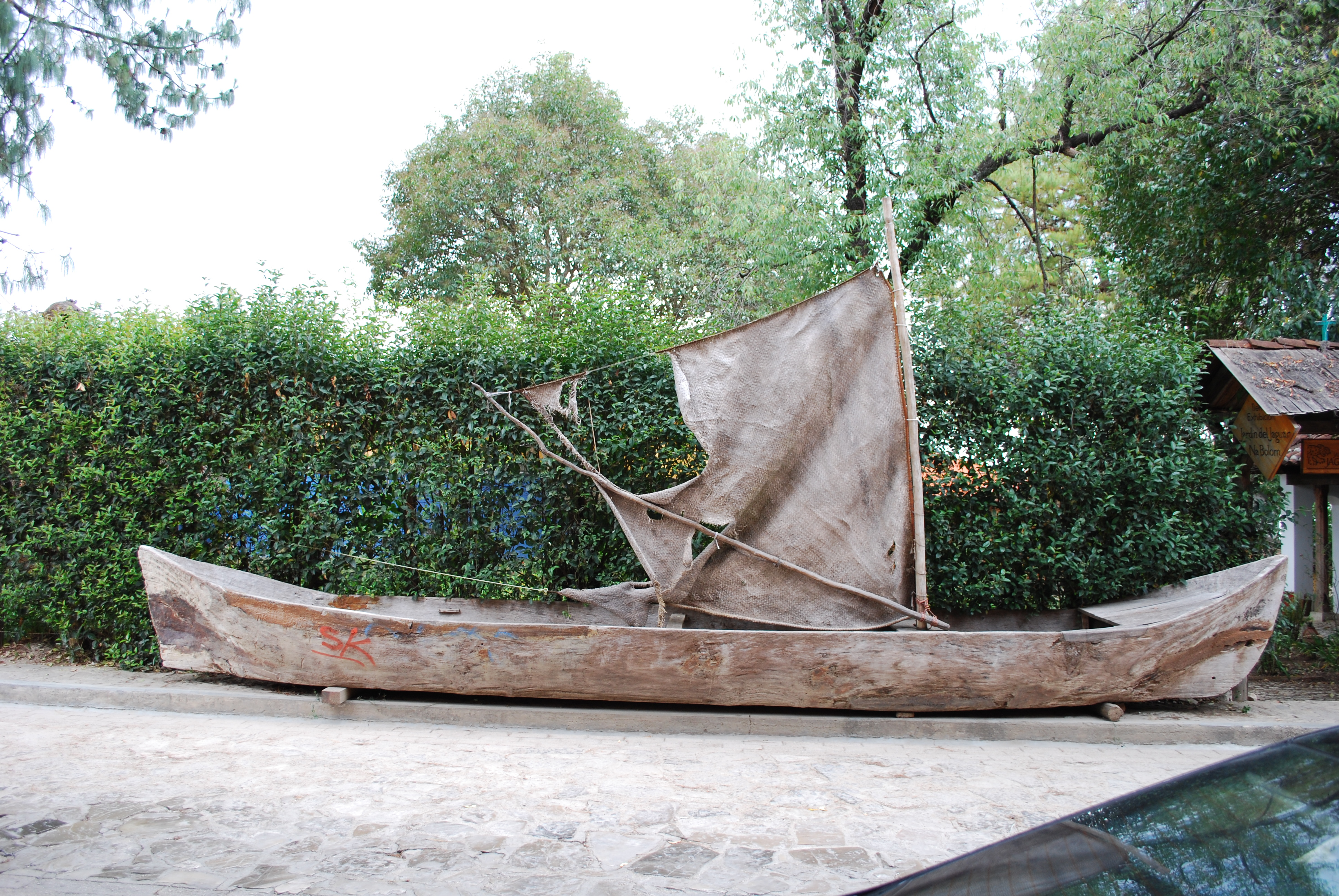
Lacandonenkanu im Museum Na Bolom

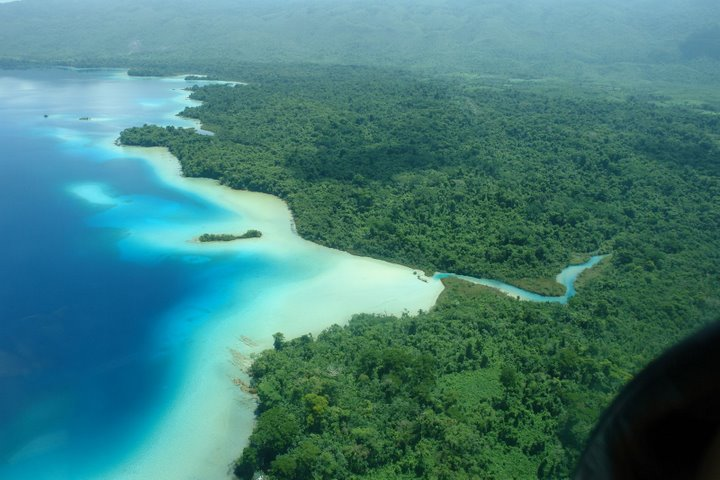
Miramarsee mitten im Lacandonendschungel

Bis zum 18. Jahrhundert lebte im Gebiet der Selva Lacandona eine Gruppe der Chortí-Maya, die nach dem Fluss Lacantún den Namen Lacandones trug. Diese Gruppe wehrte sich, ähnlich wie die benachbarten Itzá, lange gegen die spanische Eroberung, wurde aber in den Jahren zwischen 1692 und 1712 von den Spaniern unterworfen und in das guatemaltekische Hochland zwangsumgesiedelt, womit ihre ethnische Eigenständigkeit endete.
Die Vorfahren der heutigen Lacandonen flohen im 18. und frühen 19. Jahrhundert aus Teilen des Petén und der Halbinsel Yucatán vor den Spaniern in die Urwaldgebiete nahe dem Rio Usumacinta, wo sie isoliert als eine Art Waldnomaden bis in die Neuzeit überlebten. Dadurch blieben sie in dieser Zeit weitgehend unberührt von Christentum und anderen europäischen kulturellen Einflüssen.
Sie lebten lange sehr zurückgezogen und ohne Kontakt zur Zivilisation in der „Selva Lacandona“, einem Urwaldgebiet in Chiapas. Die ersten Weißen, auf die sie trafen, waren im 19. Jahrhundert Holzfäller auf der Suche nach Mahagoni-Bäumen.
Im 20. Jahrhundert hatten sich die Lacandonen in zwei Unterethnien entwickelt: Die südliche Gruppe lebte am See von Lakanha' (Lacanjá) bei Bonampak und die nördliche Gruppe um die Seen von Mensäbäk und Naha' (Najá). Die südliche Gruppe übernahm auf Grund von Aktivitäten nordamerikanischer protestantischer Missionare das Christentum und integrierte sich in den folgenden Jahrzehnten weitgehend in die mexikanische Gesellschaft. Die nördlichen Lacandonen von Naha' widersetzten sich dagegen Versuchen der Mission.
Ab den 1950er Jahren strömten zunehmend landlose Bauern – Mestizen und Hochland-Mayas – in den Lacandonischen Urwald und drängten so die Lacandonen zurück. In den 1970er Jahren holten Holzfällerunternehmen mit Unterstützung der mexikanischen Regierung die großen Mahagonibäume aus dem Gebiet der Lacandonen. Die mexikanische Regierung gewann 1972 das Wohlwollen der Lacandonen, indem sie ihnen Landtitel über 614.321 Hektar ihres traditionellen Siedlungsgebiets als Zona Lacandona überließ. Sechzig Familien mit etwa zweihundert Mitgliedern aus den sechs Lacandonen-Gemeinden waren nun auch rechtlich Eigentümer des Landes. Gegen Bezahlung gewährten sie den Holzunternehmen die Fällung der Mahagonibäume. Als Begünstigte der mexikanischen Regierung sahen die Lacandonen keinen Grund, 1994 den Aufstand der in Chiapas aktiven Guerilla-Armee Ejército Zapatista de Liberación Nacional (EZLN) zu unterstützen, vielmehr standen sie derselben feindselig gegenüber.
Nachdem der spirituelle Führer (t'o'ohil) der Lacandonen von Naha', Chan K'in Viejo, 1996 im Alter von 104 Jahren starb, wird von einer raschen Desintegration der traditionellen Kultur auch bei den nördlichen Lakandonen berichtet.

## Kultur

Vogelopfer an Kultstein in Form eines Götterkopfes, Yaxchilán, August 1999. Photographie von Reinhard Krüger

Heute gibt es nur noch etwa 700 Lacandonen. Ihre traditionelle Kleidung ist ein gerade geschnittenes weißes Leinenkleid, woran sie leicht zu erkennen sind. Die Männer tragen das lange, nicht geschnittene Haar in der Regel offen herabfallend.
Sie pflegen bis heute die alten Maya-Bräuche. Das „Medizinmannwesen“ ist verbreitet. Der Peyotekaktus ist zentral für die Erzeugung von Trancezuständen. Bei vielen Zeremonien spielt auch Tabak eine große Rolle, und Frauen, Männer und auch Kinder rauchen lange Zigarren. Zudem tragen sie rein-weiße Gewänder. Das Pantheon der Lacandonen ist sehr komplex und besteht aus Göttern aller Arten, Altersstufen und Geschlechter.
Für die Lacandonen ist Yaxchilán noch immer ein wichtiger Ort, wo sie ihren Ahnengöttern Opfer bringen. Dort sind auf Opfersteinen immer wieder die Spuren rezenter, auch kleinerer Blutopfer, wie z. B. Reste von Vogelblut und Federn zu sehen.
Die durchschnittliche Kinderzahl pro Familie bei den Lacandonen wird aktuell mit 1,6 Kindern angegeben, während es eine Generation zuvor 3,8 Kinder und noch eine Generation davor 9,6 Kinder waren.
Anders als die alten Mayas, die über eine Schrift Wissensinhalte überlieferten, wird das Wissen der Lacandonen nur mündlich überliefert. Daher nimmt das mündliche Vermitteln von kulturellen Gebräuchen einen hohen Stellenwert im sozialen Gefüge der Lacandonen ein. Das diesbezügliche Geschichtenerzählen dient daher der Bildung und Unterhaltung. Haupterzähler ist typischerweise der Vater oder Großvater der Familie.
Inzwischen gehen die meisten Kinder der Lacandonen in öffentliche Schulen, wo sie die Inhalte des staatlichen Curriculums allein auf Spanisch lernen. Fast jeder Haushalt hat inzwischen auch Fernsehen. Dies hat dazu geführt, dass immer mehr Jugendliche westliche Lebensformen anstreben.
Ein häufig vorkommendes Wort ist kayum, das bei den Maya eine einfellige Röhrentrommel beliebiger Form aus Ton oder Holz bezeichnete. Das Wort bedeutet dem dänischen Forschungsreisenden Frans Blom (1893–1963) zufolge ungefähr „Gott“ und ist aus kay („singen“) und you („Mann“, „Gott“) zusammengesetzt. Die Lacandonen haben Trommelformen der Maya übernommen und bezeichnen mit kayum außerdem einen Sänger oder einen singenden Tänzer.
Ihre Alltagsgegenstände – oder für den Touristenmarkt geschaffene Simulationen davon – werden inzwischen als ethnologisches Kunsthandwerk von lacandonischen Händlern an von Touristen aufgesuchten Orten wie Palenque und anderen verkauft. Damit wandelt sich ihre Einstellung zu den spezifischen Objekten ihrer Kultur massiv.

## Sprache
Die lakandonische Sprache (SIL-Code lac) ist am nächsten mit dem Mayathan, der Maya-Sprache von Yucatán verwandt, da sie sich aus der Sprache yukatekischer Maya-Flüchtlinge entwickelt hat. Sie wird deshalb von manchen als eine Variante des Mayathan bezeichnet. Die bevorzugte Satzstellung ist wie bei diesem Subjekt-Verb-Objekt (SVO), jedoch ist die Sprache im Gegensatz zu diesem nicht tonal.
Die Volkszählung von 2010 ergab 20 Sprecher des Lakandonischen, darunter keine Sprecher unter 20 Jahren. Diese Angaben sind mit Sicherheit falsch, da schon die Aufnahmen eines Dokumentationsprojekts mehr Personen zeigen, welche diese Sprache sprechen. Während SIL International 1.000 Sprecher für das Jahr 2000 angibt, gehen andere Schätzungen von 700 Lakandonen aus, die noch ihre Sprache sprechen. Bis auf die Älteren sprechen aber fast alle auch fließend Spanisch. In den Schulen wird kein Lakandonisch unterrichtet.

## Projekt zur Dokumentation der Sprache und Kultur
Die nördlichen Lacandonen wurden nie christianisiert und lebten bis vor wenigen Jahren stets abgeschirmt von Spaniern und Mexikanern, weswegen ein starkes wissenschaftliches Interesse an ihrer Kultur und Sprache besteht. Da sie sich in den letzten Jahren der westlichen Mehrheitsgesellschaft geöffnet haben, wird mit dem Verschwinden ihrer Kultur in wenigen Jahrzehnten gerechnet. Seit 2002 versucht ein von der VolkswagenStiftung finanziertes Projekt der kanadischen University of Victoria, die traditionelle Kultur und Sprache in Form von Videoaufnahmen für die Nachwelt zu dokumentieren.